# Češka nogometna reprezentanca
Češka nogometna reprezentanca (češko Česká fotbalová reprezentace) je državna nogometna reprezentanca, ki zastopa Češko na mednarodnih tekmah in je pod nadzorom Nogometne zveze Češke republike (češko Fotbalová asociace České republiky). 

## Zgodovina
Je naslednica bohemijske nogometne reprezentance, ki je odigrala sedem mednarodnih tekem med letoma 1903 in 1908 kot zastopnica Bohemije (del Avstro-Ogrske) ter eno tekmo leta 1939 kot predstavnica Protektorata Bohemije in Moravije.
Pozneje, ko sta se Češka in Slovaška združili v Češkoslovaško, se je ustanovila tudi enotna češkoslovaška nogometna reprezentanca. Po razpadu je nastala današnja češka nogometna reprezentanca.

## Postava

### Trenutna postava
Vpoklicani igralci za prijateljsko tekmo proti Danski (15. november 2016).
| Št. | Položaj | Igralec                | Datum rojstva (starost) | Nastopi | Zadetki | Klub                |
| --- | ------- | ---------------------- | ----------------------- | ------- | ------- | ------------------- |
| 1   | GK      | Tomáš Vaclík           | 29. marec 1989          | 11      | 0       | Basel               |
| 16  | GK      | Tomáš Koubek           | 26. avgust 1992         | 4       | 0       | Sparta Prague       |
| 23  | GK      | Jiří Pavlenka          | 14. april 1992          | 1       | 0       | Slavia Prague       |
|     |         |                        |                         |         |         |                     |
| 2   | DF      | Pavel Kadeřábek        | 25. april 1992          | 26      | 2       | 1899 Hoffenheim     |
| 4   | DF      | Theodor Gebre Selassie | 24. december 1986       | 39      | 1       | Werder Bremen       |
| 5   | DF      | Tomáš Kalas            | 22. maj 1993            | 5       | 0       | Fulham              |
| 11  | DF      | Daniel Pudil           | 27. september 1985      | 35      | 2       | Sheffield Wednesday |
| 15  | DF      | Jakub Brabec           | 6. avgust 1992          | 3       | 0       | Genk                |
| 17  | DF      | Marek Suchý            | 29. marec 1988          | 31      | 1       | Basel               |
| 22  | DF      | Filip Novák            | 26. junij 1990          | 6       | 0       | Midtjylland         |
|     |         |                        |                         |         |         |                     |
| 3   | MF      | Lukáš Droppa           | 22. april 1989          | 4       | 0       | Tom Tomsk           |
| 7   | MF      | Antonín Barák          | 3. december 1994        | 1       | 1       | Slavia Prague       |
| 8   | MF      | Jaromír Zmrhal         | 2. avgust 1993          | 3       | 1       | Slavia Prague       |
| 9   | MF      | Bořek Dočkal           | 30. september 1988      | 29      | 6       | Sparta Prague       |
| 13  | MF      | Jan Kopic              | 4. junij 1990           | 5       | 1       | Viktoria Plzeň      |
| 18  | MF      | Jan Sýkora             | 29. december 1993       | 3       | 0       | Slovan Liberec      |
| 24  | MF      | Tomáš Souček           | 27. februar 1995        | 1       | 0       | Slavia Prague       |
| 25  | MF      | Petr Mareš             | 17. januar 1991         | 1       | 0       | FK Mladá Boleslav   |
|     |         |                        |                         |         |         |                     |
| 14  | FW      | Michal Krmenčík        | 15. marec 1993          | 2       | 1       | Viktoria Plzeň      |
| 21  | FW      | Milan Škoda            | 16. januar 1986         | 15      | 4       | Slavia Prague       |

## Udeležbe na turnirjih
| Leto      | Krog                  | Pozicija              | ŠT                    | Z                     | N                     | P                     | DG                    | PG                    |                       |
| --------- | --------------------- | --------------------- | --------------------- | --------------------- | --------------------- | --------------------- | --------------------- | --------------------- | --------------------- |
| 1930–1994 | kot Češkoslovaška     | kot Češkoslovaška     | kot Češkoslovaška     | kot Češkoslovaška     | kot Češkoslovaška     | kot Češkoslovaška     | kot Češkoslovaška     | kot Češkoslovaška     | kot Češkoslovaška     |
| 1998      | Niso se kvalificirali | Niso se kvalificirali | Niso se kvalificirali | Niso se kvalificirali | Niso se kvalificirali | Niso se kvalificirali | Niso se kvalificirali | Niso se kvalificirali | Niso se kvalificirali |
| 2002      | Niso se kvalificirali | Niso se kvalificirali | Niso se kvalificirali | Niso se kvalificirali | Niso se kvalificirali | Niso se kvalificirali | Niso se kvalificirali | Niso se kvalificirali | Niso se kvalificirali |
| 2006      | Skupinski del         | 20°                   | 3                     | 1                     | 0                     | 2                     | 3                     | 4                     |                       |
| 2010      | Niso se kvalificirali | Niso se kvalificirali | Niso se kvalificirali | Niso se kvalificirali | Niso se kvalificirali | Niso se kvalificirali | Niso se kvalificirali | Niso se kvalificirali | Niso se kvalificirali |
| 2014      | Niso se kvalificirali | Niso se kvalificirali | Niso se kvalificirali | Niso se kvalificirali | Niso se kvalificirali | Niso se kvalificirali | Niso se kvalificirali | Niso se kvalificirali | Niso se kvalificirali |
| 2018      | TBD                   | TBD                   | TBD                   | TBD                   | TBD                   | TBD                   | TBD                   | TBD                   | TBD                   |
| 2022      | TBD                   | TBD                   | TBD                   | TBD                   | TBD                   | TBD                   | TBD                   | TBD                   | TBD                   |
| Skupaj    | Drugo mesto           | 9/20                  | 3                     | 1                     | 0                     | 2                     | 3                     | 4                     |                       |

| Leto      | Krog              | Pozicija          | ŠT                | Z                 | N                 | P                 | DG                | PG                |                   |
| --------- | ----------------- | ----------------- | ----------------- | ----------------- | ----------------- | ----------------- | ----------------- | ----------------- | ----------------- |
| 1960–1992 | kot Češkoslovaška | kot Češkoslovaška | kot Češkoslovaška | kot Češkoslovaška | kot Češkoslovaška | kot Češkoslovaška | kot Češkoslovaška | kot Češkoslovaška | kot Češkoslovaška |
| 1996      | Drugo mesto       | 2°                | 6                 | 2                 | 2                 | 2                 | 7                 | 8                 |                   |
| 2000      | Skupinski del     | 10°               | 3                 | 1                 | 0                 | 2                 | 3                 | 3                 |                   |
| 2004      | Polfinale         | 3°                | 5                 | 4                 | 0                 | 1                 | 10                | 5                 |                   |
| 2008      | Skupinski del     | 11°               | 3                 | 1                 | 0                 | 2                 | 4                 | 6                 |                   |
| 2012      | Četrtfinale       | 6°                | 4                 | 2                 | 0                 | 2                 | 4                 | 6                 |                   |
| 2016      | Skupinski del     | 21°               | 3                 | 0                 | 1                 | 2                 | 2                 | 5                 |                   |
| 2020      | TBD               | TBD               | TBD               | TBD               | TBD               | TBD               | TBD               | TBD               | TBD               |
| Skupaj    | 1 naslov          | 9/15              | 32                | 13                | 6                 | 13                | 40                | 40                |                   |

### Pokal konfederacij
| Leto   | Krog                  | Pozicija              | ŠT                    | Z                     | N                     | P                     | DG                    | PG                    |                       |
| ------ | --------------------- | --------------------- | --------------------- | --------------------- | --------------------- | --------------------- | --------------------- | --------------------- | --------------------- |
| 1992   | Niso se kvalificirali | Niso se kvalificirali | Niso se kvalificirali | Niso se kvalificirali | Niso se kvalificirali | Niso se kvalificirali | Niso se kvalificirali | Niso se kvalificirali | Niso se kvalificirali |
| 1995   | Niso se kvalificirali | Niso se kvalificirali | Niso se kvalificirali | Niso se kvalificirali | Niso se kvalificirali | Niso se kvalificirali | Niso se kvalificirali | Niso se kvalificirali | Niso se kvalificirali |
| 1997   | Tretje mesto          | 3°                    | 5                     | 2                     | 1                     | 2                     | 10                    | 7                     |                       |
| 1999   | Niso se kvalificirali | Niso se kvalificirali | Niso se kvalificirali | Niso se kvalificirali | Niso se kvalificirali | Niso se kvalificirali | Niso se kvalificirali | Niso se kvalificirali | Niso se kvalificirali |
| 2001   | Niso se kvalificirali | Niso se kvalificirali | Niso se kvalificirali | Niso se kvalificirali | Niso se kvalificirali | Niso se kvalificirali | Niso se kvalificirali | Niso se kvalificirali | Niso se kvalificirali |
| 2003   | Niso se kvalificirali | Niso se kvalificirali | Niso se kvalificirali | Niso se kvalificirali | Niso se kvalificirali | Niso se kvalificirali | Niso se kvalificirali | Niso se kvalificirali | Niso se kvalificirali |
| 2005   | Niso se kvalificirali | Niso se kvalificirali | Niso se kvalificirali | Niso se kvalificirali | Niso se kvalificirali | Niso se kvalificirali | Niso se kvalificirali | Niso se kvalificirali | Niso se kvalificirali |
| 2009   | Niso se kvalificirali | Niso se kvalificirali | Niso se kvalificirali | Niso se kvalificirali | Niso se kvalificirali | Niso se kvalificirali | Niso se kvalificirali | Niso se kvalificirali | Niso se kvalificirali |
| 2013   | Niso se kvalificirali | Niso se kvalificirali | Niso se kvalificirali | Niso se kvalificirali | Niso se kvalificirali | Niso se kvalificirali | Niso se kvalificirali | Niso se kvalificirali | Niso se kvalificirali |
| 2017   | Niso se kvalificirali | Niso se kvalificirali | Niso se kvalificirali | Niso se kvalificirali | Niso se kvalificirali | Niso se kvalificirali | Niso se kvalificirali | Niso se kvalificirali | Niso se kvalificirali |
| 2021   | TBD                   | TBD                   | TBD                   | TBD                   | TBD                   | TBD                   | TBD                   | TBD                   | TBD                   |
| Skupaj | Tretje mesto          | 1/10                  | 5                     | 2                     | 1                     | 2                     | 10                    | 7                     |                       |

## Statistika
| #  | Igralec           | Reprezentančna kariera | Nastopi | Zadetki |
| -- | ----------------- | ---------------------- | ------- | ------- |
| 1  | Petr Čech         | 2002–2016              | 124     | 0       |
| 2  | Karel Poborský    | 1994–2006              | 118     | 8       |
| 3  | Tomáš Rosický     | 2000–                  | 105     | 23      |
| 4  | Jaroslav Plašil   | 2004–2016              | 103     | 7       |
| 5  | Milan Baroš       | 2001–2012              | 93      | 41      |
| 6  | Jan Koller        | 1999–2009              | 91      | 55      |
| 6  | Pavel Nedvěd      | 1994–2006              | 91      | 18      |
| 8  | Vladimír Šmicer   | 1993–2005              | 80      | 27      |
| 9  | Tomáš Ujfaluši    | 2001–2009              | 78      | 2       |
| 10 | Marek Jankulovski | 2000–2009              | 77      | 11      |

| #  | Igralec           | Reprezentančna kariera | Zadetki | Nastopi |
| -- | ----------------- | ---------------------- | ------- | ------- |
| 1  | Jan Koller        | 1999–2009              | 55      | 91      |
| 2  | Milan Baroš       | 2001–2012              | 41      | 93      |
| 3  | Vladimír Šmicer   | 1993–2005              | 27      | 81      |
| 4  | Tomáš Rosický     | 2000–                  | 23      | 105     |
| 5  | Pavel Kuka        | 1994–2001              | 22      | 63      |
| 6  | Patrik Berger     | 1994–2001              | 18      | 44      |
| 6  | Pavel Nedvěd      | 1994–2006              | 18      | 91      |
| 8  | Vratislav Lokvenc | 1995–2006              | 14      | 74      |
| 9  | Tomáš Necid       | 2008–                  | 12      | 42      |
| 10 | Marek Jankulovski | 2000–2009              | 11      | 77      |